# Санта Мария ин Трастевере
„Санта Мария ин Трастевере“ (на италиански: Santa Maria in Trastevere) е титулярна християнска базилика в Рим, в района Трастевере, посветена на Богородица.

## История
На това място още през 3 век, по време на понтификата на папа Каликст I, е построена първата църква. През 4 век, при папа Юлий I, тя е преустроена в по-голяма базилика, а през 12 век, по времето на папа Инокентий II, е издигнато ново здание с камбанария.

## Интериор
През 1140 г. горната част на купола в апсидата е украсена с мозайка: Христос на златен фон в обкръжението на Дева Мария, апостолите, светци и папа Инокентий II с макет на църквата в ръце.
Под фриза, изобразените сцени от живота на Мария са дело на Пиетро Кавалини (1291 г.).В централния неф има колонада от 22 колони в йонийски стил, взети от Термите на Каракала. Фасадата на църквата е украсена с мозайка на Кавалини, изобразяваща Богородица сред 10 светци (12 – 13 век).